# Deborah Carthy-Deu
Deborah Carthy-Deu (ur. 5 stycznia 1966 r. w San Juan, Portoryko) – druga Miss Universe z Portoryko.
Zwyciężyła w konkursie Miss Portoryko. Potem została wydelegowana na Miss Universe, gdzie w 1985 zwyciężyła. Po konkursie otworzyła własną agencję modelek „Deborah Carthy Deu Estudio y Agencia de Modelos”.